# Dworskie (Promnik)
Dworskie – część wsi Promnik w Polsce, położona w województwie świętokrzyskim, w powiecie kieleckim, w gminie Strawczyn.
W latach 1975–1998 Dworskie administracyjnie należało do województwa kieleckiego.